# El Greco (album van Vangelis)

De ridder met de hand op zijn borst, afgebeeld op de albumcover

El Greco is een studioalbum uit 1998 van Vangelis, zijn veertiende 'artiestenalbum' onder die naam.
In 1995 verscheen in een oplage van 3000 stuks het eerste album dat Vangelis wijdde aan Dominikos Theotokopoulos, beter bekend als El Greco. Dat album, dat bijdroeg aan de aanschaf van het schilderij Saint Peter, was alleen verkrijgbaar bij de tentoonstelling in Athene. Het album, dat verpakt was in een box bleef zeer gewild en wellicht mede daarom kwam er in 1998 deze versie uit: een album met een tiendelige suite, die geheel op synthesizers lijkt uitgevoerd, maar eigenlijk alleen te classificeren is als klassieke muziek, eerder dan typische elektronische muziek uit de jaren 90. De suite bestaat uit lang uitgesponnen muziek met bijdragen van Montserrat Caballé en Konstantinos Paliatsaras.
Qua opbouw heeft El Greco een gelijkenis met Soil Festivities en Mask in dat er sprake is van een suite bestaande uit een aantal "Movements" welke de nummers van het album zijn; de muziek van de twee laatstgenoemde albums is echter (bijna) puur elektronisch.
De voorplaat van de hoes laat een afbeelding zien van De ridder met de hand op zijn borst van de schilder. De binnenhoes laat een detail van de hand zien.

## Musici
- Vangelis – toetsinstrumenten
- Montserrat Caballé – sopraan (4)
- Konstantinos Paliatsaras – tenor
- Koor o.l.v. Ivan Cassar

## Tracklist
| Nr. | Titel                                  | Duur  |
| --- | -------------------------------------- | ----- |
| 1.  | Movement I                             | 10:06 |
| 2.  | Movement II                            | 5:19  |
| 3.  | Movement III (niet eerder uitgebracht) | 6:49  |
| 4.  | Movement IV                            | 6:26  |
| 5.  | Movement V (niet eerder uitgebracht)   | 4:26  |
| 6.  | Movement VI                            | 7:54  |
| 7.  | Movement VII (niet eerder uitgebracht) | 3:20  |
| 8.  | Movement VIII                          | 9:44  |
| 9.  | Movement IX                            | 11:58 |
| 10. | Movement X – Epilogue                  | 7:00  |